# Peurasuo
Peurasuo este o arie protejată (arie specială de conservare — SAC, sit de importanță comunitară — SCI) din Finlanda întinsă pe o suprafață de 95 ha, integral pe uscat.

## Localizare
Centrul sitului Peurasuo este situat la coordonatele 60°58′47″N 24°01′51″E / 60.9797°N 24.0308°E.

## Înființare
Situl Peurasuo a fost declarat sit de importanță comunitară în august 1998 pentru a proteja 1 specie de plante. Situl a fost protejat și ca arie specială de conservare în aprilie 2015.

## Biodiversitate
Situată în ecoregiunea boreală, aria protejată conține 4 habitate naturale: Turbării active, Mlaștini alcaline, Taiga vestică, Mlaștini împădurite.
La baza desemnării sitului se află o specie protejată de  plante: Hamatocaulis vernicosus.
Pe lângă speciile protejate, pe teritoriul sitului au mai fost identificate 4 specii de plante.